# Sin rastro
Without a Trace (Sin rastro en español) es una serie estadounidense cuya acción se sitúa en Nueva York. La serie trata sobre una unidad ficticia del FBI, compuesta por tres hombres y tres mujeres, que se encargan de solucionar las desapariciones de personas en Nueva York, tratando de aclarar si han sido secuestradas, se han suicidado, han sido asesinadas o simplemente han huido por los más diversos motivos. Normalmente cada capítulo trata de la investigación de la desaparición de una sola persona.
Emitida por la CBS y estrenada en el año 2002, acompañando a CSI: Las Vegas en la parrilla. La serie fue creada por Hank Steinberg, y producida por el productor Jerry Bruckheimer, también productor de series para televisión como CSI o Caso Abierto y películas como La Roca o Piratas del Caribe. En España, la serie se ha emitido por Antena 3 y por AXN, y en Latinoamérica por Warner Channel.
Es una de las series más vistas en los Estados Unidos, en particular su tercera y cuarta temporadas, que llegaron a competir con ER, y una de las series extranjeras más vistas y valoradas en España. Ocupa el segundo lugar en audiencias en su género.[cita requerida]

## Estructura
Por lo general, cada episodio muestra una secuencia inicial que escenifica la última vez que el personaje fue visto, haciendo desaparecer su figura al final de la misma. Sigue la identificación de los datos y antecedentes relevantes de la misma por los agentes del FBI, la apertura de un panel con las fotos del buscado o buscada, más la cronología en horas y las distintas líneas de investigación, que se mostrará dos o tres veces más para reflejar los avances de la misma; la parte sustancial, que consiste en los interrogatorios de distintos testigos y personas relacionadas con el caso, dentro o fuera de la oficina del FBI, que sirven para recomponer la historia oculta que motivó la desaparición; cada uno de ellos contiene un corto pero revelador flash-back (a veces incompleto o no fiable). Alternan con estos interrogatorios las elucubraciones y el trabajo burocrático y colaborativo de los agentes. Junto a esto se narran, con diversas inserciones y a través de varios episodios, las historias personales y comunes de cada uno de los agentes del grupo, de psicología bien definida, en especial la del carismático jefe Jack Malone.

## Reparto
| Actor                  | Personaje            | Descripción |
| ---------------------- | -------------------- | --- |
| Anthony LaPaglia       | Jack Malone          | Su madre era bipolar y se suicidó cuando Jack tenía 16 años. Un par de meses antes, Jack logró detenerla a tiempo y ella le pidió no decir nada a su padre. Esta promesa le causa un gran sentimiento de culpa por no haber evitado su muerte. A los 19 se enroló en el Ejército de Estados Unidos, donde sirvió durante 6 años antes de volver con depresión a Pittsburgh. A los 26 años trató de suicidarse intentando chocar contra un poste telefónico, pero cuando fue interrogado afirmó haberse dormido al volante. Su mujer, María, sabe la verdad y la utiliza en contra de Jack. Después de dejar el servicio, Jack vuelve a estudiar y obtiene un máster en psicología. Su matrimonio termina cuando tiene un romance con su subordinada, la agente Spade, sumado a las largas ausencias de Malone por su trabajo. Aunque regresa con María (quien es abogada), ella lo deja al final de la segunda temporada, mudándose a Chicago con la custodia completa de las dos hijas del matrimonio, Hanna Malone (Vanessa Marano) y Kate Malone (Laura Marano). Durante el proceso por la custodia se utilizan contra Jack sus largas horas de trabajo y su complicada historia familiar, aunque finalmente Jack decide que será mejor para las niñas permanecer con su madre. Jack permanece en contacto con sus hijas pero la relación es complicada y es para él un motivo de preocupación. En la cuarta temporada Jack debe lidiar con la muerte de su hosco padre (Martin Landau, en uno de sus últimos papeles), de carácter difícil y enfermo de Alzheimer, y comienza una relación con Anne Cassedy, una vieja amiga del FBI, viuda de un agente. Anne queda embarazada, lo que es una desagradable sorpresa para ambos. En la quinta temporada Anne pierde espontáneamente al bebé y terminan dejando la relación. |
| Poppy Montgomery       | Samantha 'Sam' Spade | Nació en el pueblo de Kenosha, Wisconsin, en un hogar con dificultades, lo que le da una empatía especial con niños en situaciones similares. A los 16 años intentó huir de su infelicidad pero la detuvo su madre y un policía. A los 18 años se casó, pero el matrimonio no duró mucho. En la quinta temporada se conoce a su hermana Emily, dos años mayor. En la misma temporada se revela que Samantha, a los 14 años, mató al novio de su hermana, golpeándolo con una pala luego de descubrirle abusando de Emily. Ellas lo enterraron cerca de la cabaña y como consecuencia de ese abuso, Emily tuvo un hijo, Randy, quien está enfermo de cáncer, por lo que Emily busca un donante de médula ósea. Al final Samantha no es compatible. Antes de entrar al FBI Samantha fue un agente de policía de Nueva York. Algún tiempo después de unirse a la unidad, tuvo un romance con su jefe, Jack, entonces casado y todavía se siente parcialmente responsable del divorcio de este. También ha salido con un oficial de policía llamado Eric Keller y un hombre llamado Dr. Fred, además de tener un romance oculto con el agente Martin Fitzgerald, quien finalmente se cansó de mantener la relación en secreto. En la sexta temporada Samantha confiesa a Elena Delgado que está embarazada, aunque el padre no es nadie que Elena conozca, es decir, no es ni Martin ni Jack. |
| Marianne Jean-Baptiste | Vivian Johnson       | Pese a su capacidad y madurez, se ve marginada por altos cargos por su condición de mujer negra. Tiene familia (marido y un hijo) y se encarga tanto de la familia como del cuerpo. Es la más allegada al Agente Malone, quien le entiende, ayuda e incluso cubre. También tuvo problemas cardíacos y fue operada a vida o muerte, finalmente todo salió bien y se recuperó. |
| Enrique Murciano       | Danny Taylor         | Es el más joven del cuerpo, su condición de latinoamericano le hace pasar malas pasadas, sus relaciones personales con hermanos y familiares están destacadas en la serie. Es experto en ordenadores y es quien mejor los usa en las investigaciones. En la quinta temporada tiene una relación con Elena, cuyo exmarido, Carlos, era un buen amigo suyo. |
| Eric Close             | Martin Fitzgerald    | Su relación con Samantha le hará pensar y reaccionar. Suele acompañar a Danny en sus investigaciones internas y es igual o más perfeccionista que su jefe, Jack Malone. |
| Roselyn Sánchez        | Elena Delgado        | Llega a la oficina de desaparecidos en la cuarta temporada. Durante la quinta empieza una relación con Danny mientras su exmarido lucha por la custodia de su hija. |
| Ian Barford            | Michael Cambers      | |

## Emisión internacional
| País                  | Emisor                                                     |
| --------------------- | ---------------------------------------------------------- |
| Estados Unidos        | CBS (canal original)                                       |
| Colombia              | Canal RCN (2006)                                           |
| Chile                 | La Red (2009)                                              |
| España                | AXN (España), Calle 13, Antena 3, Nitro, Divinity y Energy |
| Panamá                | RPC TV Canal 4 (2008)                                      |
| Perú                  | Frecuencia Latina y Space                                  |
| Argentina             | Warner y Space (2010)                                      |
| Costa Rica            | Teletica                                                   |
| México                | Space y Canal 5                                            |
| Uruguay               | Space, Warner y Canal 10                                   |
| Paraguay              | Latele (2010)                                              |
| Venezuela             | Space y Televen                                            |
| Reino Unido / Irlanda | Sky Atlantic                                               |